# Ostaschiwzi
Ostaschiwzi (ukrainisch Осташівці; russisch Осташевцы Ostashewtsy; polnisch Ostaszowce) ist ein Dorf in der Ukraine am Fluss Wosuschka (Восу́шка, Вису́шка, Осу́шка, Везучка) im Zentrum des Rajon Sboriw der Oblast Ternopil.

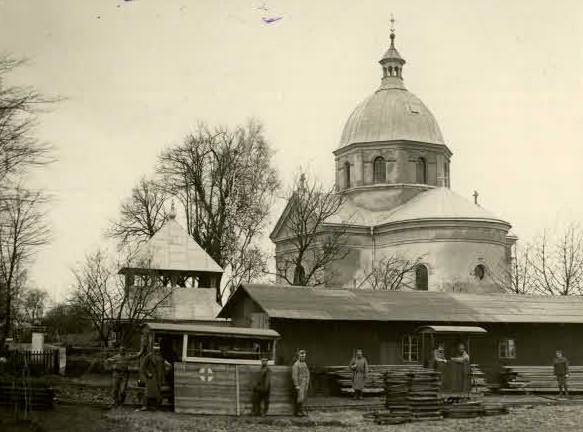

## Geschichte
Die erste schriftliche Erwähnung stammt aus dem Jahr 1598.
Bis 2015 war das Dorf dem Dorfrat unterstellt. Seit 12. August 2015 ist es Teil der  Landgemeinde Oserna.

## Sehenswürdigkeiten
Die dem Einzug der Gottesmutter in den Tempel geweihte Kirche wurde 1911 erbaut und 1990 renoviert.
Zum Gedenken an die Aufhebung der Leibeigenschaft (1868) wurde an der Stelle, an der die Truppen der Sowjetarmee im Juli 1944 die deutsche Front durchbrachen, 1978 die Gedenkstätte Höhe 417 errichtet.

## Verkehr
Der Bahnhof von Oserna liegt etwa 3 km entfernt. Während des Ersten Weltkriegs gab es eine als Pferdebahn betriebene Stichstrecke der Lokomotivfeldbahn Ozydow–Monasztyrek von der Kirche zum Bahnhof.